# Горчаев, Михаил Дмитриевич
Михаи́л Дми́триевич Горча́ев (1886, Сызрань, Самарская губерния — 1961, Москва) — деятель ВКП(б), заместитель Председателя Исполнительного комитета Красноярского краевого Совета. Входил в состав особой тройки НКВД СССР.

## Биография
Михаил Дмитриевич Горчаев родился в 1881 году в Сызране. В ходе Первой русской революции, в 1905 году в Сызрани входил в боевую рабочую дружину. Был арестован и отправлен в ссылку в Астраханскую губернию. Участвовал в Первой мировой войне в составе Балтийского флота, где дослужился до чина старшего унтер-офицера II-й статьи. Член РСДРП(б) с 1914 года. После Февральской революции избирался в Гельсингфорсский Совет рабочих, матросских и солдатских депутатов.
- В 1917 году — член Центрального комитета Балтийского флота (Центробалт).
- 1917—1919 годы — в Красной Гвардии, РККА, далее на партийной работе.
- 1923 год — делегат XII съезда РКП(б).
- 1925 год — делегат XIV съезда ВКП(б).
- 1927 год — делегат XV съезда ВКП(б).
- 1925—1934 годы — член Центральной Контрольной Комиссии ВКП(б), в 1928—1929 годах — председатель Крымской областной контрольной комиссии ВКП(б), в 1929—1931 годах — председатель Центральной контрольной комиссии КП(б) Азербайджана. В 1932—1934 годах — член Президиума Центральной Контрольной Комиссии ВКП(б), одновременно в 1933—1934 годах — председатель Северо-Кавказской краевой контрольной комиссии ВКП(б).
- 1934 год — председатель Организационного комитета Президиума ВЦИК по Северо-Кавказскому краю.
- 26 января—10 февраля 1934 года делегат XVII съезда ВКП(б) с решающим голосом[2].
- 1935—1937 годы заместитель председателя Исполкома Красноярского краевого совета. Этот период отмечен вхождением в состав особой тройки, созданной по приказу НКВД СССР от 30.07.1937 № 00447[3] и активным участием в сталинских репрессиях[4].
- 1938 год — директор Красноярского краевого управления «Заготпушнины».

### Арест
Арестован 28 июля 1938 года. Обвинялся Военной прокуратурой СибВО по статьям 58-6, 58-7, 58-8, 58-10 УК РСФСР. Дело возвращено на доследование 28 июля 1939 года и позже прекращено по реабилитирующим обстоятельствам (ст. 204 п. «б» УПК РСФСР). Из-под стражи освобождён 17 января 1940 года, после чего занимал различные руководящие посты в народном хозяйстве.
С 1952 года персональный пенсионер.
Скончался в 1961 году в Москве. Похоронен на 8 участке Новодевичьего кладбища.